# Deutsche Korfballnationalmannschaft
Die deutsche Korfballnationalmannschaft wird vom Deutschen Turner-Bund e. V. (DTB) geleitet und repräsentiert Deutschland im Korfball.

## Turniergeschichte
| Weltmeisterschaften |                      |                         |             |
| Jahr                | Turnier              | Gastgeber               | Platzierung |
| 1978                | 1. Weltmeisterschaft | Amsterdam (Niederlande) | 3. Platz    |
| 1984                | 2. Weltmeisterschaft | Antwerpen (Belgien)     | 3. Platz    |
| 1987                | 3. Weltmeisterschaft | Makkum (Niederlande)    | 5. Platz    |
| 1991                | 4. Weltmeisterschaft | Antwerpen (Belgien)     | 4. Platz    |
| 1995                | 5. Weltmeisterschaft | Neu-Delhi (Indien)      | 6. Platz    |
| 1999                | 6. Weltmeisterschaft | Adelaide (Australien)   | 4. Platz    |
| 2003                | 7. Weltmeisterschaft | Rotterdam (Niederlande) | 8. Platz    |
| 2007                | 8. Weltmeisterschaft | Brno (Tschechien)       | 11. Platz   |
| 2011                | 9. Weltmeisterschaft | Shaoxing (China)        | 9. Platz    |

| World Games |                |                         |             |
| Jahr        | Turnier        | Gastgeber               | Platzierung |
| 1985        | 2. World Games | London (England)        | 4. Platz    |
| 1989        | 3. World Games | Karlsruhe (Deutschland) | 3. Platz    |
| 1993        | 4. World Games | Den Haag (Niederlande)  | 3. Platz    |
| 1997        | 5. World Games | Lahti (Finnland)        | 4. Platz    |
| 2005        | 7. World Games | Duisburg (Deutschland)  | 4. Platz    |
| 2013        | 9. World Games | Cali (Kolumbien)        | 8. Platz    |

| Europameisterschaften |                        |                   |             |
| Jahr                  | Turnier                | Gastgeber         | Platzierung |
| 1998                  | 1. Europameisterschaft | Portugal          | 6. Platz    |
| 2002                  | 2. Europameisterschaft | Katalonien        | 4. Platz    |
| 2006                  | 3. Europameisterschaft | Budapest (Ungarn) | 4. Platz    |
| 2010                  | 4. Europameisterschaft | Niederlande       | 4. Platz    |

## Kader 2013
Nationalmannschaft bei den World Games 2013:
| - Karen Fuchs - José Geerts - Katharina Holtkotte - Tanja Krasemann - Antje Menzel - Susanne Peuters - Anna Schulte |  | - Dominic Düring - Henning Eberhardt - Fabian Kloes - Hendrik Menker - Sven Müller - Fabian Rodenbach - Martin Schafföner |